# Isoperla lunigera
Isoperla lunigera är en bäcksländeart som först beskrevs av František Klapálek 1923.  Isoperla lunigera ingår i släktet Isoperla och familjen rovbäcksländor. Inga underarter finns listade i Catalogue of Life.